# Ботомский ярус
| Кембрийский период в ОСШ (Россия) Деление по состоянию на март 2024 года |         |              |                       |
| система                                                                  | отдел   | ярус / век   | Ниж. граница, млн лет |
| Ордовик                                                                  | Нижний  | Тремадокский | 485,4±1,9             |
| Кембрий                                                                  | Верхний | Батырбайский | ?                     |
| Кембрий                                                                  | Верхний | Аксайский    | ?                     |
| Кембрий                                                                  | Верхний | Сакский      | ~497                  |
| Кембрий                                                                  | Средний | Аюсокканский | 500                   |
| Кембрий                                                                  | Средний | Майский      | ~504,5                |
| Кембрий                                                                  | Средний | Амгинский    | 509                   |
| Кембрий                                                                  | Нижний  | Тойонский    | ?                     |
| Кембрий                                                                  | Нижний  | Ботомский    | ?                     |
| Кембрий                                                                  | Нижний  | Атдабанский  | ?                     |
| Кембрий                                                                  | Нижний  | Томмотский   | 535±1                 |
| Венд                                                                     | Верхний | Верхний      | больше                |

Ботомский ярус (англ. Botomian Stage) — третий ярус нижнего отдела кембрийской системы в Общей стратиграфической шкале (ОСШ) России. Охватывает породы, сформировавшиеся в ботомский век раннего кембрийского периода. Подстилается атдабанским ярусом и перекрывается тойонским ярусом нижнего кембрия. Соответствует низам яруса 4 отдела 2 в Международной стратиграфической шкале (МСШ).
Название, данное в честь реки Ботома в Сибири, предложили И. Т. Журавлёва  и коллеги в 1964 году.
Нижняя граница (подошва) соответствует трилобитовой зоне Bergeroniellus micmacciformis — Erbiella и археоциатовой зоне Botomocyathus zelenovi — Carinacyathus squamosus.

## Определение
Гипостратотип яруса расположен на правом и левом берегах реки Лены, напротив села Синское и возле села Тит-Ары соответственно. Стратотип нижней границы находится в разрезе Улахан Кыыры-Таас и установлен по уровню первого появления (FAD) трилобита Triangulaspis annio. Всего в объёме яруса четыре трилобитовые зоны и одна археоциатовая зона.
В 2011 году в ботомском ярусе предлагалось расширить терминальную (верхнюю) трилобитовую зону Bergeroniaspis ornata за счёт её объединения с зоной Bergeroniellus ketemensis и, таким образом, «поднять» подошву вышележащего тойонского яруса.

## Кандидат в глобальный стратотип
Возле подошвы ботомского яруса на Сибирской платформе присутствуют трилобиты родов Hebediscus и Triangulaspis, уровень появления которых некоторые специалисты предлагают для установления нижней границы яруса 4. На основании этого ботомский ярус предлагается как глобальный стратотип (GSSP) для МСШ.

## Органический мир
В числе трилобитов ботомского века роды Pelagiella, Egyngolia, Redlichia, Serrodiscus, Strenuella, Calodiscus, Labradoria, Kootenia и Bajanaspis. Известна окаменелость брюхоногого моллюска Watsonella crosbyi ботомского возраста.